# Terremoto de Sampacho de 1934
El terremoto de Sampacho de 1934 fue un terremoto que ocurrió en la provincia de Córdoba (Argentina), el 10 de junio de 1934, a las 23.07.09 UTC-3 (hora Local Argentina + 3). 
Tuvo una magnitud de 6,0 en la escala de Richter. 
Su epicentro se localizó en la localidad de Sampacho, provincia de Córdoba, aproximadamente a 33°50′S 64°50′O / -33.833, -64.833,  y a una profundidad de 30 km.
El terremoto fue sentido en grado VIII en la escala de Mercalli.
Causó graves daños físicos en Sampacho y en el sudeste de la provincia de Córdoba, una zona de aparente baja sismicidad (falsamente). La ciudad fue parcialmente destruida pero no se produjeron víctimas, si causó repercusiones psicológicas ante la ausencia de precedentes.